# 無斑似鼠甲鯰
無斑似鼠甲鯰（学名：Spectracanthicus immaculatus）為輻鰭魚綱鯰形目甲鯰科的其中一種，為熱帶淡水魚，分布於南美洲巴西Tapajós河流域，體長可達8.2公分，棲息在底層水域，生活習性不明。
其种加词“immaculatus”意为“无斑的”。